# فيرتشيلدز (تكساس)
فيرتشيلدز (بالإنجليزية: Fairchilds, Texas)‏ هي قرية (الولايات المتحدة الأمريكية) تقع في الولايات المتحدة في مقاطعة فورت بيند (تكساس). يقدر عدد سكانها بـ 678 نسمة ومساحتها 5.7 كم2 و وترتفع عن سطح البحر 24 متر.

## التركيبة السكانية
حدّد مكتب تعداد الولايات المتحدة بيانات التركيبة السكانية لفيرتشيلدز في تعداد الولايات المتحدة. في ما يلي، التركيبة السكانية حسب تعدادي 2000 و2010.

### تعداد عام 2000
بلغ عدد سكان فيرتشيلدز 678 نسمة بحسب تعداد عام 2000، وبلغ عدد الأسر 211 أسرة وعدد العائلات 181 عائلة مقيمة في القرية. في حين سجلت الكثافة السكانية 121.7 نسمة لكل كيلومتر مربع (315.2/ميل2). وبلغ عدد الوحدات السكنية 226 وحدة بمتوسط كثافة قدره 40.6 لكل كيلومتر مربع (105.2/ميل2).
وتوزع التركيب العرقي للقرية بنسبة 89.97% من البيض و2.21% من الأمريكيين الأفارقة و0.15% من الأمريكيين الأصليين و0.29% من الأمريكيين ذوي الأصول الآسيوية و6.05% من الأعراق الأخرى و1.33% من عرقين مختلطين أو أكثر و19.17% من الهسبانيون أو اللاتينيون من أي عرق.
بلغ عدد الأسر 211 أسرة كانت نسبة 52.6% منها لديها أطفال تحت سن الثامنة عشر تعيش معهم، وبلغت نسبة الأزواج القاطنين مع بعضهم البعض 76.3% من أصل المجموع الكلي للأسر، ونسبة 7.1% من الأسر كان لديها معيلات من الإناث دون وجود شريك،  بينما كانت نسبة 2.4% من الأسر لديها معيلون من الذكور دون وجود شريكة وكانت نسبة 14.2% من غير العائلات. تألفت نسبة 11.4% من أصل جميع الأسر من عدة أفراد يعيشون في نفس المنزل ونسبة 3.3% كانت تتألف من شخص يعيش بمفرده يبلغ من العمر 65 عاماً أو أكثر. وبلغ متوسط حجم الأسرة المعيشية 3.21، أما متوسط حجم العائلات فبلغ 3.52.
بلغ العمر الوسطي للسكان 32.9 عاماً. وكانت نسبة 32.3% من القاطنين تحت سن الثامنة عشر، وكانت نسبة 6.9% بين الثامنة عشر والرابعة والعشرين عاماً، ونسبة 31.1% كانت واقعةً في الفئة العمرية ما بين الخامسة والعشرين والرابعة والأربعين عاماً، ونسبة 22.1% كانت ما بين الخامسة والأربعين والرابعة والستين، ونسبة 7.5% كانت ضمن فئة الخامسة والستين عاماً فما فوق. يوجد لكل 100 أنثى 98.8 ذكر، ويوجد لكل 100 أنثى في الثامنة عشر من عمرها فما فوق 94.5 ذكر.
بلغ متوسط دخل الأسرة في القرية 52,500 دولارًا، أما متوسط دخل العائلة فبلغ 58,942 دولارًا. وكان متوسط دخل الذكور 34,773 دولارًا مقابل 26,010 دولارًا للإناث. وسجل دخل الفرد الخاص بالقرية 16,653 دولارًا. وكانت نسبة 1.6% من العائلات ونسبة 4.4% من السكان تحت خط الفقر، وكان من هؤلاء نسبة 7.7% تحت سن الثامنة عشر ونسبة 0% في الخامسة والستين من العمر وما فوق.

### تعداد عام 2010
بلغ عدد سكان فيرتشيلدز 763 نسمة بحسب تعداد عام 2010، وبلغ عدد الأسر 255 أسرة وعدد العائلات 200 عائلة مقيمة في القرية. في حين سجلت الكثافة السكانية 137 نسمة لكل كيلومتر مربع (354.8/ميل2). وبلغ عدد الوحدات السكنية 272 وحدة بمتوسط كثافة قدره 48.8 لكل كيلومتر مربع (126.4/ميل2).
وتوزع التركيب العرقي للقرية بنسبة 78.37% من البيض و2.36% من الأمريكيين الأفارقة و0.26% من الأمريكيين ذوي الأصول الآسيوية و17.17% من الأعراق الأخرى و1.83% من عرقين مختلطين أو أكثر و31.98% من الهسبانيون أو اللاتينيون من أي عرق.
بلغ عدد الأسر 255 أسرة كانت نسبة 40.4% منها لديها أطفال تحت سن الثامنة عشر تعيش معهم، وبلغت نسبة الأزواج القاطنين مع بعضهم البعض 63.1% من أصل المجموع الكلي للأسر، ونسبة 8.2% من الأسر كان لديها معيلات من الإناث دون وجود شريك،  بينما كانت نسبة 7.1% من الأسر لديها معيلون من الذكور دون وجود شريكة وكانت نسبة 21.6% من غير العائلات. تألفت نسبة 16.1% من أصل جميع الأسر من عدة أفراد يعيشون في نفس المنزل ونسبة 3.9% كانت تتألف من شخص يعيش بمفرده يبلغ من العمر 65 عاماً أو أكثر. وبلغ متوسط حجم الأسرة المعيشية 2.99، أما متوسط حجم العائلات فبلغ 3.36.
بلغ العمر الوسطي للسكان 39.2 عاماً. وكانت نسبة 27% من القاطنين تحت سن الثامنة عشر، وكانت نسبة 7.6% بين الثامنة عشر والرابعة والعشرين عاماً، ونسبة 24.9% كانت واقعةً في الفئة العمرية ما بين الخامسة والعشرين والرابعة والأربعين عاماً، ونسبة 31.6% كانت ما بين الخامسة والأربعين والرابعة والستين، ونسبة 8.9% كانت ضمن فئة الخامسة والستين عاماً فما فوق. وتوزع التركيب الجنسي للسكان بنسبة 51% ذكور و49% إناث.